# Sid (Ice Age)
Sid Avlis es un perezoso gigante, personaje de la saga de películas de animación Ice Age.

## Ice Age
Sid conoció a un mamut lanudo llamado Manny y un Tigre dientes de sable llamado Diego como los tres se hizo un recorrido por la tundra para devolver un bebé humano llamado Roshan a su tribu. Tras el viaje, los tres animales siguieron siendo amigos, formando su propia "manada".

## Ice Age: The Meltdown
No mucho tiempo después, Sid y los demás hicieron una nueva casa en un valle que pronto las inundaciones, debido a las enormes cantidades de hielo que se derrite y la nieve. Durante el viaje para dejar el valle y llegar a la seguridad, Sid y los demás se reunió una mujer gigantesca llamada Ellie, junto con su adoptante possum hermanos Crash y Eddie , y Manny, a través de impulsos de Sid, que se encuentra a una esposa en Ellie, teniendo ella y sus hermanos junto con ellos como parte de su manada.

Sid había intentado asumir la responsabilidad más allá, tomar un grupo de animales jóvenes en una caminata por el bosque a fin de poder asumir una postura de liderazgo. A lo largo de toda la caminata, Sid hizo un error tras otro, de perturbar una colmena a lamer la hiedra venenosa. Al final de todo, sin embargo, Sid fue a hacer su marca en el mundo cuando por error se indica un giro de los acontecimientos que vio la creación del Gran Cañón.

## Ice Age: Dawn of the Dinosaurs
Más adelante, Sid, creciendo solo al ver que Manny y Ellie estaban esperando, pero no lo era, se encargó de "rescatar" tres huevos de dinosaurio gigante, levantándolos como sus propios hijos. Su madre volvió para ellos, tomando su joven y Sid de nuevo a su propio mundo, donde Sid compartió las responsabilidades de crianza con la madre dinosaurio por un tiempo antes de volver a casa con su propio rebaño, que acababa de ver la llegada de un nuevo miembro: Manny y hija recién nacida de Ellie, Peaches.

## Ice Age: A Mammoth Christmas
Con el tiempo, Sid, junto con los otros miembros de su manada, esperaba la Navidad y la llegada de Santa Claus , aunque Sid, tratando de comenzar una nueva tradición navideña, por error golpeó de Manny Roca de Navidad, lo que provocó el propio Sid, melocotones y Crash y Eddie a la cabeza al Polo Norte para convencer a Santa a tomar a todos de su "lista traviesa". La manada se unió y comenzó una serie de tradiciones navideñas, desde Santa alistar renos para tirar de su trineo a asumir mini-perezosos para construir la enorme cantidad de regalos.

## Ice Age: Continental Drift
Algunos años más tarde, Sid seguía siendo un chef, cualquiera puede cocinar. Sid, abatido en esto, todavía se hizo cargo de su abuela, ya que, junto con Manny y Diego, creció separado de la manada como la deriva continental los obligó a pedazos y los cuatro se reunieron un grupo de piratas, que se sometieron a una serie de duras pruebas con antes de regresar de nuevo al resto de su rebaño, y un medio para encontrar un nuevo hogar después de haber sido expulsados de su propia debido a los continentes cambiantes.
- Datos: Q3483071
- Multimedia: Sid (Ice Age) / Q3483071